# Torups rekreationsområde

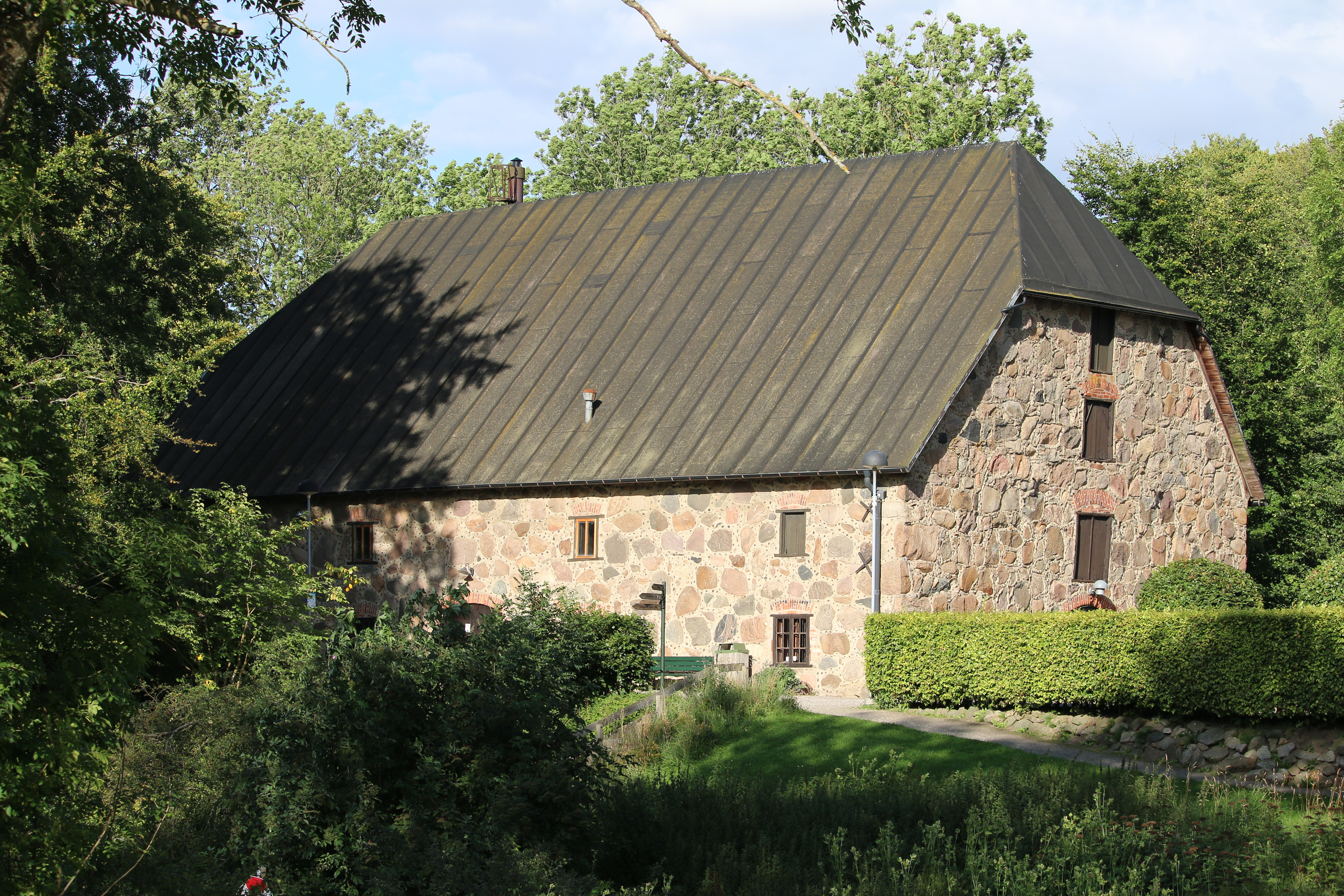
Magasinet vid Torups slott, ombyteslokal.

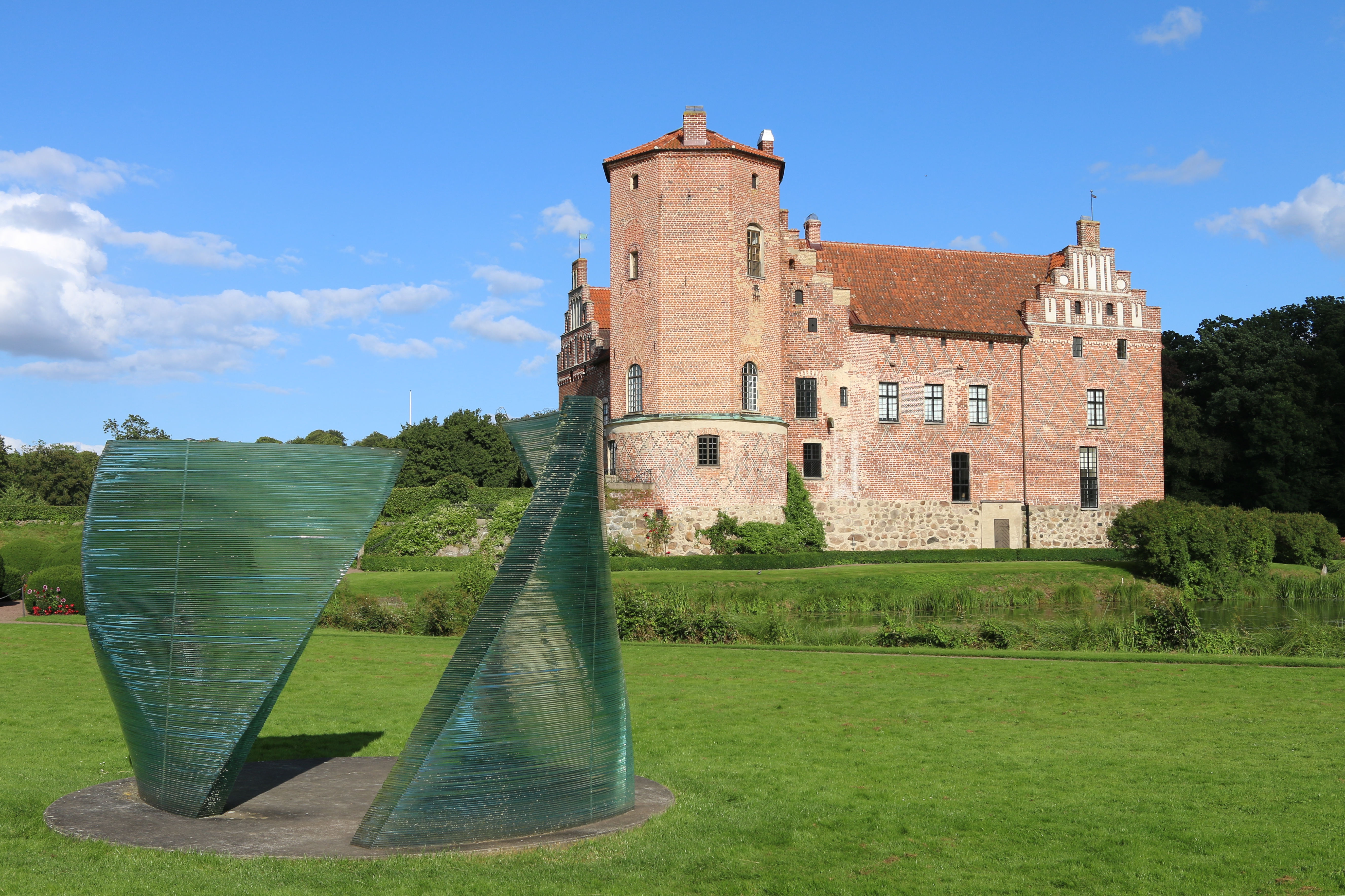
Torups slott.

Torups rekreationsområde, oftast endast kallat Bokskogen, är ett skogsområde beläget mellan Bara och Svedala i Svedala kommun i Skåne. År 1970 köpte Malmö stad området, Torups gods, för att säkerställa tillgången till detta frilufts- och rekreationsområde. Området är naturreservat sedan år 2019. 
Inom området finns motionsleder, stigar, vandringsleder, sjöar (den största är Yddingesjön), rastplatser m.m. Totalt finns det fyra motionsspår (2, 3, 7 och 10 km långa).
Friluftsgården är en magasinbyggnad från 1700-talet vid Torups slott. Den innehåller omklädningsutrymmen, styrketräningslokal och kafé.

## Naturreservat
Naturreservatet Torups bokskog bildades 2019 och är 180 hektar stort. Naturreservatet är en del av Malmö stads rekreationsområde Bokskogen i Torup. 
Naturvärdena i området är framför allt knutna till ädellövskogen med sina gamla träd och rika förekomst av död och döende ved. Bokskogen hyser en mycket hög biologisk mångfald med särskilt många vedlevande insekter och har bedömts som ett av de artrikaste områdena i Skåne när det gäller vedinsekter. Området är även ett artrikt och betydelsefullt område för fladdermöss och marksvampar.

## Motionsspår
Motionsspåren är väl preparerade. 2- och 3-kilometersträckorna är till och med upplysta. 7- och 10-kilometersträckorna är inte upplysta men har god sikt. Den mesta av vägen är grusväg, men en del är lerväg, som kan skapa problem när det har regnat. Det är ganska tätt mellan orienteringsskyltarna, och ingen brukar vara nedriven. Alla motionsspåren följer varandra i ca 1 500 meter då 7- och 10-kilometerssträckorna går en omväg, medan 2- och 3-kilometerssträckorna fortsätter. Efter ett par hundra meter skiljs de åt och då är 2-kilometerssträckan nästan i mål. Alla sträckorna har samma slutpunkt.
En olägenhet är att en landsväg till Skabersjö delar motionsspåren efter ca en kilometer. Det medför även bekymmer för bilisterna, då motionsspåren är flitigt använda, särskilt 2-kilometerssträckan.
Varje sträcka har sin egen färg:
- 2-kilometerssträckan: röd-vit
- 3-kilometerssträckan: gul-vit
- 7-kilometerssträckan: grön-vit
- 10-kilometerssträckan: svart-vit

## Promenadstigar
Det finns fem promenadstigar:
- Slottstigen, 1,7 km, blå
- Dansbanestigen, 2,3 km, röd
- Kejsarstigen, 2,6 km, röd
- Skabersjöstigen, 3,0 km, gul
- Lyckestigen, 3,2 km, gul

Skillnaden mot motionsspåren är att de är smalare, sämre underhållna och obelysta. Det är glesare mellan orienteringsskyltarna och vissa korsningar är omarkerade, vilket kräver extra uppmärksamhet. På Dansbanestigen är det glesare mellan träden, annars är det lika tätt som på motionsstigarna, ibland till och med tätare. Lyckestigen är ganska kraftigt kuperad och passerar flera små sjöar. Slottstigen går runt slottet. Kejsarstigen följer bitvis med Lyckestigen och går då i ganska kuperad mark och korsar små bäckar, ibland saknar dessa bro. Skabersjöstigen är ganska lik Kejsarstigen.

## Vandringsleder
Vandringslederna är långa och ansluter till Skåneleden. Totalt finns det fem vandringsleder. De är ca 50 kilometer och har orange markering:
- Torup - Malmö, 10 km
- Torup - Eksholmssjön, 8 km
- Torup - Glamberga, 15 km
- Torup - Svedala, 8,5 km
- Torup - Sturup, 14,5 km

De är i relativt gott skick.

## Ridslingor
På motionsspåren och promenadstigarna är ridning förbjuden. Därför finns det två ridslingor. 
- Torupslingan: 4,1 km
- Skabersjöslingan: 4,4 km

Båda har svart markering. Torupsslingan går på naturmark, med Skabersjöslingan går mer på skog och kuperade områden. En skillnad mot de andra slingorna är att de är nästintill opreparerade och ofta går djupt in i skogen, långt från de andra stigarna. 